# أليكس لوي
أليكس لوي (بالإنجليزية: Alex Lowe)‏ هو متسلق الجبال أمريكي، ولد في 24 ديسمبر 1958 في فريدريك في الولايات المتحدة، وتوفي في 5 أكتوبر 1999 في شيشابانغما في الصين.